# Daïra de Tizi Gheniff
La daïra de Tizi Gheniff est une circonscription administrative algérienne située dans la wilaya de Tizi-Ouzou et la région de Kabylie. Son chef-lieu est situé sur la commune éponyme de Tizi Gheniff.

## Communes
La daïra est composée de deux communes:
- M'Kira ;
- Tizi Gheniff.

La population totale de la daïra est de 47 099 habitants pour une superficie de 76,91 km2.

## Localisation
|                         | Wilaya de Boumerdès    |                        |
| ? (Wilaya de Boumerdès) | daïra de Tizi Gheniff  | Daïra de Draâ El Mizan |
|                         | Daïra de Draâ El Mizan |                        |